# Бурилівська сільська рада
Бури́лівська сільська́ ра́да — колишній орган місцевого самоврядування у Кривоозерському районі Миколаївської області. Адміністративний центр — село Бурилове.

## Загальні відомості
- Населення ради: 1 117 осіб (станом на 2001 рік)

## Населені пункти
Сільській раді були підпорядковані населені пункти:
- с. Бурилове

## Склад ради
Рада складалася з 16 депутатів та голови.
- Голова ради: Яцишин Михайло Ростиславович
- Секретар ради: Медведєва Світлана Василівна

### Керівний склад попередніх скликань
| Прізвище, ім'я, по батькові  | Основні відомості                                                                       | Дата обрання | Дата звільнення |
| ---------------------------- | --------------------------------------------------------------------------------------- | ------------ | --------------- |
| Яцишин Михайло Ростиславович | Сільський голова, 1965 року народження, освіта середня спеціальна, безпартійний         | 26.03.2006   | 31.10.2010      |
| Яцишин Михайло Ростиславович | Сільський голова, 1965 року народження, освіта середня спеціальна, член Партії регіонів | 31.10.2010   |                 |

Примітка: таблиця складена за даними сайту Верховної Ради України